# Faronta neptis
Faronta neptis là một loài bướm đêm trong họ Noctuidae.